# Orion (canción)
«Orion» es una canción de la banda estadounidense Metallica, perteneciente a su tercer álbum de estudio titulado Master of Puppets lanzado el 3 de marzo de 1986 por Elektra Records. La canción fue lanzada por primera vez al público en la versión maqueta de este mismo álbum el 14 de julio de 1985. Este álbum es nombrado por muchos como uno de los más magistrales que ha hecho Metallica en su carrera y fue también el último álbum en el que participó el ya fallecido bajista Cliff Burton, a quien se le atribuye, también, casi la totalidad de la composición de «Orion».
Fue nombrada por la constelación, Orión, por el sonido espacial en el puente de la melodía. A pesar de tener una duración de 8:23 y ser la segunda pieza más larga del disco, (la más larga es «Master of Puppets», de 8:35 minutos de duración), es la instrumental más corta en la carrera de la banda (exceptuando «(Anesthesia) - Pulling Teeth», que es un solo de bajo ejecutado por Cliff Burton).

## Contexto
En esta canción instrumental, como en la canción «The Call of Ktulu», Cliff Burton demuestra su creatividad y su peculiar uso de la distorsión eléctrica y las armonías al bajo eléctrico en una época en la que la trascendencia del instrumento en el thrash metal no era muy grande. «Orion», es como un himno, visto que fue la pieza que se escuchó en el entierro de Burton.

## Antecedentes y escritura
«Orion» es una canción instrumental de múltiples partes en las cuales destaca la forma de tocar el bajo de Cliff Burton, principal compositor del tema. La melodía comienza con una línea de bajo eléctrico distorsionado in crescendo en clave de Mi menor, con un sonido sumamente procesado para darle el aspecto de una orquesta, que después es acompañado por la batería y la guitarra, exponiendo la figura general de la canción.  El primer cambio es presentado por el bajo distorsionado en el minuto 1:42 y culminando al 2:13, para luego ser imitado por las guitarras, con ligeras variaciones y ritmo síncopa en la batería. En el intermedio (3:59) el tema se desvanece después de un solo de guitarra ejecutado por Kirk Hammett con estructura en la escala pentatónica de Fa sostenido menor, siendo la batería la última en retirarse de escena.
Es entonces cuando Burton asume el papel protagonista de la composición, introduciendo arpegios de bajo en sonido limpio acompañados por armónicos naturales de guitarra que simulan los sonidos espaciales que le dan el título a la canción, y que a medida que va avanzando se acompaña nuevamente por el resto de instrumentos, abriéndose el sonido de la línea de guitarras. Casi a manera de contrapunto, las guitarras comienzan a desarrollar una melodía que se asienta cómodamente sobre la línea de bajo. Una vez que finaliza esta melodía aparece un solo de guitarra ejecutado por James Hetfield, hacia el final de este solo aparece el segundo solo de bajo ejecutado por Cliff Burton.
Luego de los solos de Cliff y Hetfield, aparece el segundo solo de Kirk Hammett que utiliza técnicas como hammer-ons, pull-offs, armónicos artificiales, que posee una estructura basada en la escala pentatónica de Si menor. Luego la canción vuelve al mismo riff inicial ya expuesto anteriormente, que continúa en decrescendo hasta el final de la canción. «Orion» contiene dos solos de Burton, uno de Hetfield y dos de Hammett.  
Mientras se grababan las canciones de Master of Puppets, "Orion" y "Welcome Home (Sanitarium)" había una canción, titulada "Only Thing"; Entre las sesiones de demo y las sesiones de grabación del álbum, las dos canciones se separaron.  Sin embargo, esto significaba que la canción no había sido completamente escrita antes de que la banda llegara al estudio en Copenhague.  Mientras trabajaban para terminar la canción, la banda tomó la decisión de mantenerla como instrumental.

## En Vivo
"Orion" es la canción menos interpretada del álbum.  Su primera actuación completa en vivo fue durante la gira Escape from the Studio '06, cuando la banda interpretó el álbum en su totalidad, en honor al 20 aniversario de su lanzamiento.  La canción solo se había tocado anteriormente como parte o de forma abreviada.  El 20 de febrero de 2018, diez días después de lo que habría sido el cumpleaños número 56 de Cliff, el grupo tocó la canción. Lars Ulrich calificó la actuación como "un momento muy especial".  En la primera fecha de la gira de la banda en apoyo de su undécimo álbum de estudio, 72 Seasons, abrieron el espectáculo con una interpretación de «Orion».

## Recepción y legado
"Orion" ha sido ampliamente elogiada tanto por los fanáticos como por los críticos.
La canción ha sido versionada por numerosas bandas y artistas diferentes, incluyendo Dream Theater y Mastodon.  La canción apareció en la película Metallica: Through the Never así como en la banda sonora de la película.  A diferencia de las otras canciones del proyecto, «Orion» no se grabó en vivo, sino que se grabó en una prueba de sonido antes del espectáculo donde se grabaron las otras pistas.
Después de la muerte de Cliff Burton, la canción se convirtió en una de las canciones favoritas de Lars Ulrich para Metallica. "Obviamente, el componente emocional de 'Orión' con el elemento Cliff... Y toda esa pieza del medio obviamente es... Es hermoso y único, diferente a todo lo que obviamente habíamos hecho antes o más o menos desde entonces".

### Reconocimientos
| Año  | Publicación          | País           | Espaldarazo                                                     | Rango          |
| ---- | -------------------- | -------------- | --------------------------------------------------------------- | -------------- |
| 2014 | Rolling Stone        | Estados Unidos | Encuesta de los lectores: Las 10 mejores canciones de Metallica | 4              |
| 2019 | Metal Hammer         | Estados Unidos | Las 50 mejores canciones de Metallica de todos los tiempos      | 6              |
| 2019 | Louder Sound         | Estados Unidos | Las 10 mejores canciones de Metallica con Cliff Burton          | 2              |
| 2021 | Kerrang              | Reino Unido    | Las 20 mejores canciones de Metallica – clasificadas            | 13             |
| 2023 | The A.V. Club        | Estados Unidos | Essential Metallica: Sus 30 mejores canciones, clasificadas     | 3              |
| 2023 | Entertainment Weekly | Estados Unidos | Las 15 mejores canciones de Metallica                           | Sin clasificar |

## Versiones
Se realizó una versión de «Orion» en donde solo se escuchaba la participación del bajista Cliff Burton, posteriormente una remasterización de la canción con ligeros cambios y la participación de los integrantes actuales.

## Personal
Metallica
- James Hetfield - guitarra rítmica, 2do solo de guitarra
- Lars Ulrich - batería, percusión
- Cliff Burton - bajo
- Kirk Hammett - guitarra solista

Producción
- Metallica – producción
- Flemming Rasmussen – producción, ingeniería
- Andy Wroblewski – ingeniero asistente
- Michael Wagener - mezcla
- Mark Wilzcak – asistente de ingeniero de mezcla
- George Marino - masterización, remasterización en el relanzamiento de 1995
- Howie Weinberg – Remasterización de 2017
- Gentry Studer – Remasterización de 2017